# 中村竜治
中村 竜治（なかむら りゅうじ、1972年 - ）は、日本の建築家。中村竜治建築設計事務所主宰。
住宅、集合住宅、店舗、など新築、増改築や内装の設計を全般的に行っている。

## 経歴
- 1972年　長野県生まれ
- 1996年　法政大学工学部建築学科卒業（24歳）
- 1999年　東京芸術大学大学院修士課程修了（27歳）
- 2000～03年　青木淳建築計画事務所勤務
- 2004年　中村竜治建築設計事務所設立（32歳）

## 主な作品
- 虫かご
- ヘチマ
- クマ
- ヌケガラ
- オーロラ
- モンブラン
- 掲示板のある広場
- カラ
- ドレス
- ピンナップ
- 雪
- 棚
- プランツ
- ショートカット
- 塗り残し

## 受賞歴
- 2006年 グッドデザイン賞、JCDデザインアワード金賞
- 2007年 THE GREAT INDOORS AWARD（オランダ）、JCDデザインアワード大賞、ナショップライティングアワード優秀賞、東京デザイナーズウィークTOKYO DESIGN PREMIO
- 2008年 くまもとアートポリス熊本駅西口駅前広場設計競技優秀賞

## その他
- トラフ建築設計事務所の禿真哉は青木事務所時代の同期である。